# لينا أندرسون
لينا ماريان اندرسون (Lena Marianne Andersson) من مواليد 11 أبريل 1955 في فريتسلا (فاسترجوتلاند) هي مغنية سويدية، سجلها كان حافلا بالأغاني الناجحة خصوصا في أوائل السبعينيات.وقعت أول عقد لها فقط في عمر 17 عامًا مع تسجيلات بولار وذلك في عام 1971. كتبت كل من بيني وبيورن وهما أعضاء فرقة البوب السويدية أبا أغنية لها احتلت المرتبة الثالثة في مسابقة يوروفيجن السويدية 1972. كما تم اختيارها في نفس الوقت كمغنية دعم للفرقة.

## حياتها
ولدت أندرسون في أبريل 1955. في سن السابعة، انتقلت مع والديها إلي هالمستاد، وسجّلت في الصف الأول في فصل الربيع. أعطيت غيتار في سن 12 سنة واكتشفت بواسطته حب الموسيقى الشعبية، وتبنت أسلوبا صوتيا شبيهاً بجونز بايز وجودي كولينز. تعاونت لينا مع صديقها المفضلة بيا كاتبة أغاني قصد صنع الأغاني وتأليفها.قامت في ديسمبر 1970 بإرسال سبع أغاني لمدرسة جان فورسيل كجزء من طلب القبول، في الأثناء دخلت بعض أغانيها إلى الراديو، حتي أنها أثارت اهتمام ستيغ أندرسون. في يناير من ذلك العام ذهبت لينا إلى ستوكهولم، برفقة والدها، لتدريبها وقدمت تسجيلًا حيًا في برنامج «ساعة منتصف الليل» حيث قابلت ستيغ أندرسون شخصيًا، الذي عرض عليها القيام بإنتاج ألبوم. تم تسجيل الألبوم من قبل لينا في سن 15 سنة خلال العطلة الشتوية في عام 1971 وذلك رفقة عازف الإيتار جن شيفر وعازف البيانو يان بوكويست.

## السبعينات وبداية النجاح
بعد تحقيق بعض النجاح مع الألبوم، بدأت أندرسون ظهورها التلفزيوني لأول مرة في سن 15 عامًا وذلك في أبريل 1971 في (بالإنجليزية: Hylands Corner)‏ مع  detr det konstigt att man längtar bor nån gång  (I'm gonna Be a Country Girl Again )، كتبت الأغنية من قبل بافي سانت ماري مع كلمات سويدية من تأليف ستيغ أندرسون. احتلت هذه الأغنية المركز الأول على لائحة "Top Hits" في السويد على الفور وأدت إلى اكتساب اندرسون بعض الشهرة في السويد.استمر نجاحها في أوائل السبعينيات عندما شاركت بدور نشط في مسابقة مهرجان الأغاني السويدية في عام 1972 بأغنية "Sàg det med en sång" («قلها بأغنية»)، والتي احتلت المركز الثالث. في عام 1972، أصدرت ألبوما في اليابان تضمن أغنيتين باللغة اليابانية وفي نفس العام حضرت (مع Björn و Benny of ABBA fame) «مهرجان طوكيو للموسيقى»، وقامت بأداء "Better To Have Loved" وتلقت الجائزة الأولى. لفترة بعد ذلك، ظهرت كمغنية خلفية لفرقة ABBA ، بما في ذلك العروض في عام 1977  ABBA: The Movie '. في نفس العام شاركت أيضاً في مسابقة الأغنية الأوروبية مع أغنية "The Best There Is" (كتبها كينيث وتيد يرد ستاد وجاءت وقتها في المركز الثامن.

### مسيرتها اللاحقة
في أوائل الثمانينيات، أنتجت أندرسون بعض أغاني البوب مع عازف الجيتار لارس فينبرج ( Tonight ،  Lay Baby Lay ،  Build Me Up  و  Inspiration ). على الرغم من بعض النجاح لهذه الأغاني، انخفض إنتاجها من الإصدارات بعد ذلك. آخر إصدار لها (باستثناء ألبومات التجميع في 1991 و 2002) كان  الليلة  (مع B-side  Coming Through )، صدر في عام 1983. في عام 1997 انتقلت من Uppsala إلى Småland وعملت مع عازف البيانو ماغنوس Eklof ، قامت بإحياء عديد الحفلات المباشرة بانتظام على مدى السنوات الأربع التالية. في عام 1999، انتقلت إلى Vststervik ثم أصبحت عضوا في حركة Livets Ord («كلمة الحياة») الدينية المسيحية. في عام 2001، عامها الأخير في السويد، لعبت مع فرقة الجاز NIZZAN في مسقط رأسها في مدينة هالمستاد. في عام 2015 أطلقت بعض التسجيلات وقدمت جولة صغيرة في النوادي.

## حياتها الحالية
في 26 مايو 2001، تزوجت من كاتب ومنتج الأغاني الأمريكي توبي هوبارد في كنيسة Påskallavik واعتمدت لقب أندرسون-هوبارد.انتقلت في 22 أغسطس 2001 إلى العيش في الولايات المتحدة وذلك على بعد بضعة أميال شمال سان دييغو ، كاليفورنيا.في أبريل 2007 انتقلت مع زوجها بعد تعيينه كقسيس للأطفال في مدينة تورلوك. ثم شعروا أنهم بحاجة إلى أن يكونوا أقرب إلى العائلة فانتقلوا إلى فينيكس أريزونا في عام 2011 حيث يعمل كلاهما على موسيقي مع أصدقاء جدد من «وادي الشمس».استمرت لينا في الغناء والتركيز على كتابة الموسيقى الجديدة، وتأليف المنشورات المختلفة، والأداء في وظائف الكنيسة، والمهرجانات، وأماكن متوسطة إلى أكبر وكعضو في الجوقة، وقائد العبادة. في يوليو 2015، أصدرت أحدث أغنية فردية لها  Straight Line  والتي حلت محل جميع أغانيها السابقة في iTunes.

## روابط خارجية
- لينا أندرسون على موقع IMDb (الإنجليزية)
- لينا أندرسون على موقع ميوزك برينز (الإنجليزية)
- لينا أندرسون على موقع ديسكوغز (الإنجليزية)
- لينا أندرسون على موقع قاعدة بيانات الفيلم (الإنجليزية)